# Frank Gorman
Frank Gorman (Nueva York, Estados Unidos, 11 de noviembre de 1937) es un clavadista o saltador de trampolín estadounidense especializado en trampolín de 3 metros, donde consiguió ser subcampeón olímpico en 1964.

## Carrera deportiva
En los Juegos Olímpicos de 1964 celebrados en Tokio (Japón) ganó la medalla de plata en los saltos desde el trampolín de 3 metros, con una puntuación de 157 puntos, tras su compatriota Kenneth Sitzberger (oro con 159 puntos) y por delante del saltador también estadounidense Lawrence Andreasen.